# Broekhuizen (Limbourg néerlandais)
Pour les articles homonymes, voir Broekhuizen.

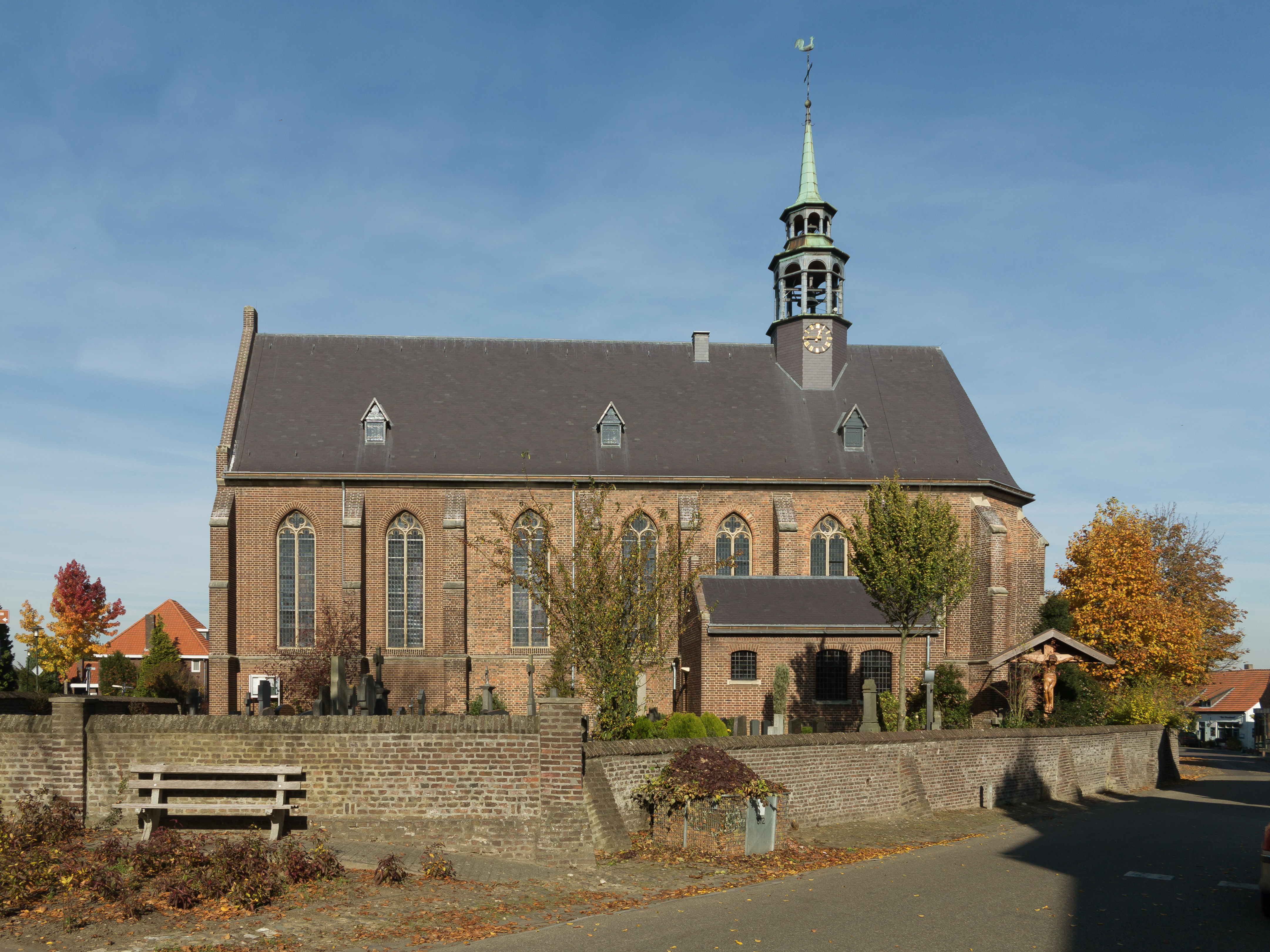
Broekhuizen, de Sint Nicolaaskerk

Broekhuizen est un village situé dans la commune néerlandaise de Horst aan de Maas, dans la province du Limbourg. Le 1er janvier 2007, le village comptait 780 habitants. Broekhuizen est situé sur la Meuse.
Broekhuizen a été une commune indépendante jusqu'au 1er janvier 2001. À cette date, elle a fusionné avec Horst et Grubbenvorst, pour former la nouvelle commune de Horst aan de Maas. La commune de Broekhuizen comportait également le village de Broekhuizenvorst et des hameaux d'Ooijen et Stokt.